# بیمار و خسته (ترانه آناستازیا)
«بیمار و خسته» (به انگلیسی: Sick and Tired) دومین تک‌آهنگ از سومین آلبومِ هنرمند اهل ایالات متحده آمریکا، آناستازیا است که در ۱۹ ژوئیه ۲۰۰۴ منتشر شد.
این تک‌آهنگ در جدول‌های موسیقی استرالیا، ایتالیا، دانمارک، فنلاند، اتریش، آلمان، سوئیس، و نروژ، جزو ده ترانهٔ نخست جای گرفت.